# Spirostreptus sulcicollis
Spirostreptus sulcicollis är en mångfotingart som beskrevs av Koch. Spirostreptus sulcicollis ingår i släktet Spirostreptus och familjen Spirostreptidae. Inga underarter finns listade i Catalogue of Life.